# 2020年東京オリンピックのシンガポール選手団
2020年東京オリンピックのシンガポール選手団（2020ねんとうきょうオリンピックのシンガポールせんしゅだん）は、2021年7月23日から8月8日にかけて日本の首都東京で開催された2020年東京オリンピックのシンガポール選手団、およびその競技結果。

## 種目別選手

### 水泳

#### 競泳
- 2名 (男子)[1]